# Johnson-McMillin-Syndrom
Das Johnson-McMillin-Syndrom ist eine sehr seltene angeborene Erkrankung mit einer Kombination von Haarausfall, Riechstörung, Schallleitungsschwerhörigkeit, Fehlbildung der Ohren und einer Unterfunktion der Keimdrüsen.
Die Bezeichnung bezieht sich auf die Autoren der Erstbeschreibung im Jahre 1983 durch Virginia Pineda Johnson und J. Michael McMillin.
Synonyme sind Neuroektodermales Syndrom Typ Johnson und Alopezie-Anosmie-Taubheit-Hypogonadismus-Syndrom (auch mit AADH abgekürzt für englisch Alopecia anosmia deafness hypogonadism syndrome).

## Verbreitung
Die Häufigkeit wird mit unter 1 zu 1.000.000 angegeben, die Vererbung erfolgt autosomal-dominant.

## Ursache
Die Ätiologie ist nicht bekannt, es wird ein embryologischer Defekt bei der Ausdifferenzierung der Neuralleiste des Kopfbereiches vermutet.

## Klinische Erscheinungen
Klinische Kriterien sind:
- Alopezie
- Anosmie oder Hyposmie
- Schallleitungsschwerhörigkeit
- Ohrmuschelfehlbildung eventuell mit Atresie des äußeren Gehörganges
- Hypogonadotroper Hypogonadismus

Zusätzlich können Herzfehler, Gesichtsasymmetrie, Gaumenspalte, Choanalstenose und eine vermehrte Anfälligkeit für Karies auftreten.